# 国民代表大会 (利比亚)
国民代表大会（羅馬化：Majlis al-Nūwāb）是利比亚的一院制国家立法机关，2014年8月4日成立，取代原有的大国民议会。目前国民代表大会的主席是阿基拉·萨拉赫·伊萨，副主席为艾哈迈德·沙伊卜和艾哈迈德·胡马。
國民代表大會成立後，宗教民兵「利比亚黎明」於2014年8月攻佔首都的黎波里，國民代表大會被迫遷到東部的托布魯克運作。
在「利比亚黎明」支持下，原已解散的大国民议会有部分舊議員在的黎波里另組新的「大国民议会」，與國民代表大會相抗衡。
2016年初，獲聯合國支持的「民族团结政府」成立。2016年4月，西部的「大国民议会」解散。東部的国民代表大会至2016年7月仍未承認「民族团结政府」。
2024年8月13日，利比亞國民代表大會放棄承認民族統一政府，改承認民族穩定政府為合法政府。